# Chìa vôi trắng

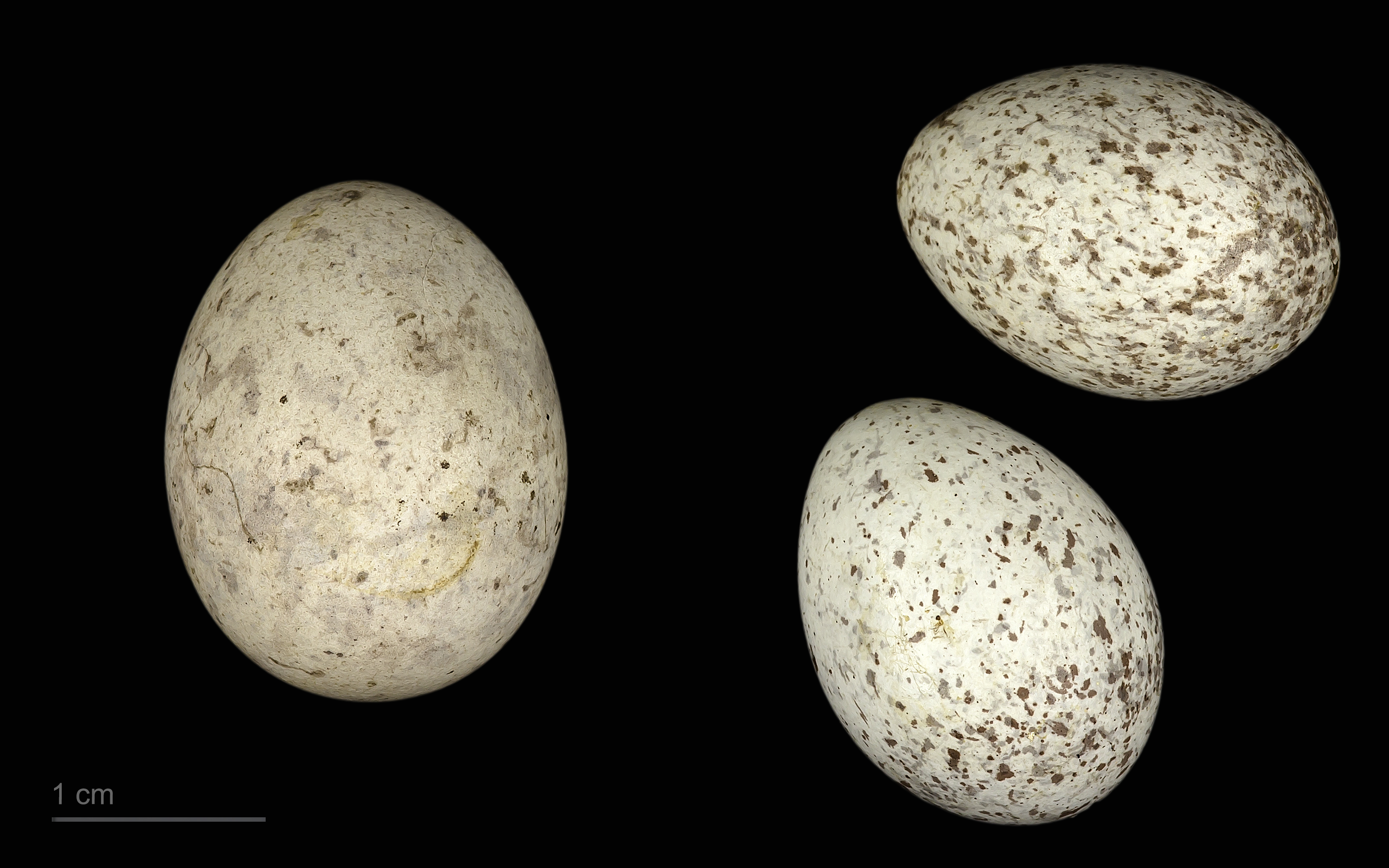
Cuculus canorus canorus + Motacilla alba

Chìa vôi trắng (tên khoa học: Motacilla alba) là một loài chim thuộc họ Chìa vôi (Motacilidae). Loài chim này phân bố rất rộng tại cả châu Á, châu Âu và một phần của Bắc Phi. Chúng thích sinh sống tại những môi trường nông thôn mở, thường là gần các khu vực nguồn nước, các khu dân cư của con người kể cả các thành phố. Khả năng thích nghi với môi trường của chúng là rất tốt. Loài chìa vôi trắng này cũng được chọn làm biểu tượng quốc gia của đất nước Latvia (châu Âu). Do có phạm vi phân bố rộng nên hiện có khá nhiều phân loài của chúng đã được ghi nhận.

## Hình thái

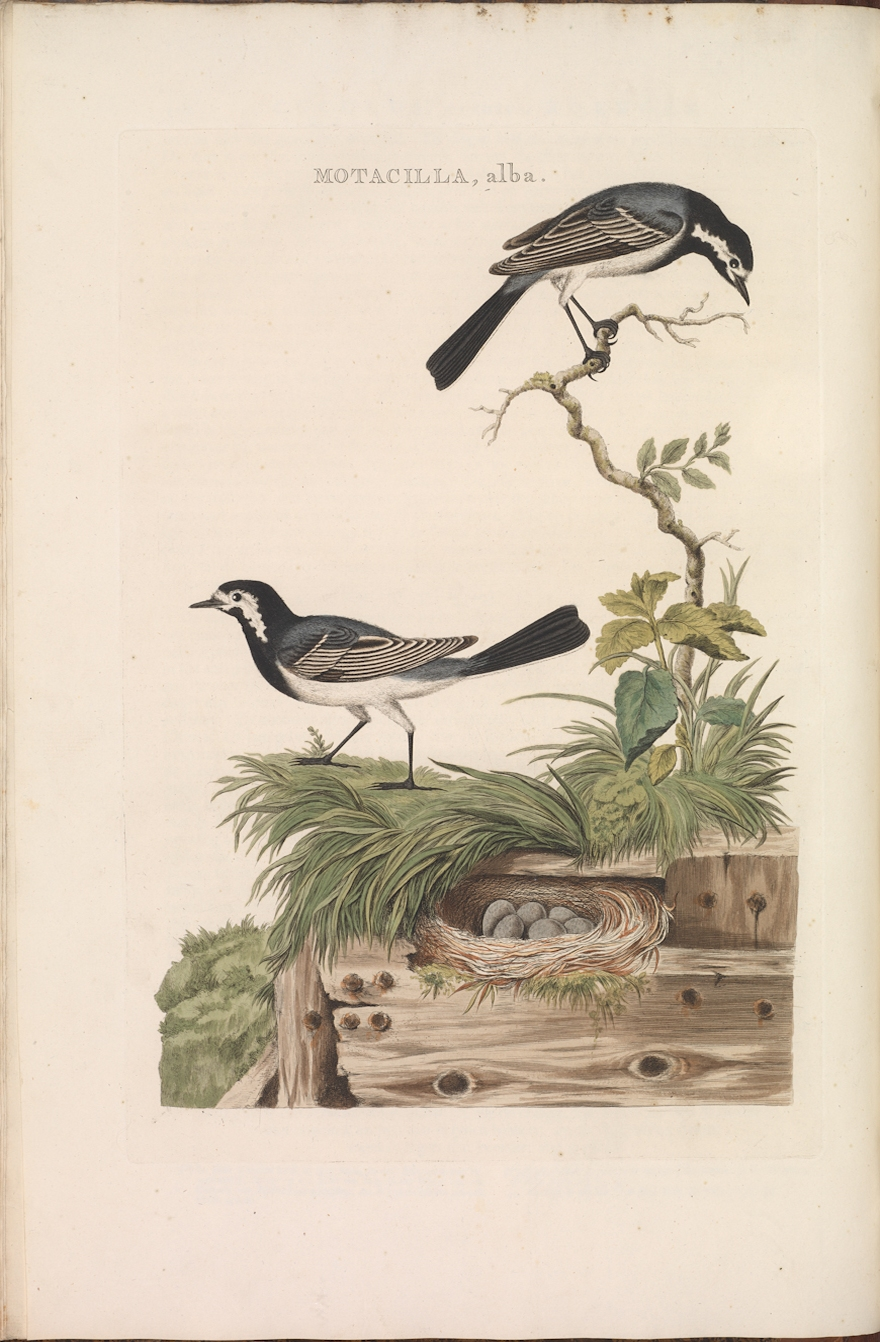
Chim chìa vôi trắng
trong Nederlandsche Vogelen
(vi: Chim Hà Lan), quyển 2 (1789).

Chim chìa vôi trắng là những con chim mảnh khảnh, chiều dài cơ thể khi trưởng thành vào khoảng 16–21 cm với cái đuôi dài đặc trưng liên tục vẫy qua vẫy lại. Màu sắc cơ bản của chúng là màu xám ở trên lưng và màu trắng phía dưới, khuôn mặt màu trắng trong khi mỏ và phần cổ họng màu đen. Tiếng kêu của chúng là một dạng "chisick" sắc nét. Nói chung chúng có tiếng hót khá dễ nghe và trong trẻo.

## Phân bố
Loài chim này sinh sống trên khắp lục địa Á - Âu lên đến vĩ tuyến 75 độ vĩ Bắc, chỉ trừ khu vực Bắc Cực và những nơi có nhiệt độ trung bình vào mùa đông dưới 4 độ C. Chúng cũng có mặt tại Morocco và Tây Alaska, một bộ phận tại khu vực Địa Trung Hải, Trung Đông, Ấn Độ, Đông Nam Á.

## Thức ăn
Thói quen ăn uống của loài chim này thay đổi theo từng khu vực phân bố nhưng nhìn chung thì thủy sản, côn trùng và động vật không xương sống nhỏ là thành phần chính trong thực đơn của chúng.

## Tập tính sinh sản
Chìa vôi trắng là loài chim sinh sống theo chế độ "một vợ một chồng" và cũng là loài bảo vệ lãnh thổ. Mùa sinh sản của chúng thường từ tháng Tư cho đến tháng Tám hàng năm. Cả chim bố và chim mẹ đều cùng có trách nhiệm xây tổ, thường là chim bố sẽ làm các việc chính như tìm vị trí, dọn dẹp... trong khi chim mẹ chịu trách nhiệm trang trí và sửa sang. Tổ của chúng thường được làm trong những lỗ hang hoặc các hốc nhỏ, thói quen truyền thống là các hang hốc dọc theo những con sông, suối, tuy nhiên chúng đã thích nghi để làm tổ trong các hốc tường, gầm cầu hay các tòa nhà lớn trong khu vực của con người.
Mỗi lứa chim mẹ đẻ khoảng 3-8 quả trứng, thông thường là 4-6 quả. Trứng của chúng có màu kem, kích thước trung bình vào khoảng 21x15 mm. Cả chim trống và chim mái đều tham gia ấp trứng, dù chim mái là thường xuyên hơn bao gồm cả vào ban đêm. Trứng bắt đầu nở sau khoảng 12 ngày (cá biệt có thể đến 16 ngày). Cả chim bố và chim mẹ sẽ chăm sóc chim non cho đến khi chúng được khoảng 2 tuần tuổi.

## Phân loại và hệ thống học
Chìa vôi trắng là một trong số các loài chim được Linnaeus mô tả lần đầu trong tác phẩm Systema Naturae ấn bản lần thứ 10 năm 1758 và cho đến nay nó vẫn mang tên khoa học gốc là Motacilla alba. Tên Latinh của chi có nghĩa gốc là "vật di chuyển nhỏ", nhưng có lẽ các tác giả thời Trung cổ nghĩ rằng nó có nghĩa là "đuôi vẫy", từ đó mà phát sinh từ Latinh mới cilla để chỉ "đuôi". Tính từ định danh alba là từ Latinh để chỉ "màu trắng".
Trong phạm vi chi Motacilla, các họ hàng gần nhất của chìa vôi trắng dường như là các loài chìa vôi đen trắng khác như chìa vôi Nhật Bản (Motacilla grandis) và chìa vôi mày trắng (Motacilla maderaspatensis) (và có thể cả chìa vôi Mekong (Motacilla samveasnae), với vị trí phát sinh chủng loài của nó vẫn còn bí ẩn). Có thể là cùng với các loài này nó tạo thành một siêu loài. Tuy nhiên, các dữ liệu trình tự mtDNA cytochrome b và NADH dehydrogenase khối phụ 2 gợi ý rằng chìa vôi trắng tự bản thân nó có thể là đa ngành hoặc cận ngành (nghĩa là loài này tự bản thân nó không phải là một kiểu gộp nhóm chặt chẽ đơn lẻ). Tuy nhiên, các nghiên cứu phát sinh chủng loài khác sử dụng mtDNA lại gợi ý rằng vẫn có sự di dời gen đáng kể giữa các chủng và tính gần gũi do đó mà ra làm cho Motacilla alba vẫn chỉ là một loài đơn lẻ. Một nghiên cứu gợi ý về sự tồn tại của chỉ 2 nhóm là:
- Nhóm alboides với các chủng M. a. alboides, M. a. leucopsis và M. a. personata;
- Nhóm alba với các chủng M. a. alba, M. a. yarrellii, M. a. baicalensis, M. a. ocularis, M. a. lugens và M. a. subpersonata.[7]

## Chủng và phân loài
- M. a. yarrellii Gould, 1837. Phân bố: Ireland, Vương quốc Anh và vùng duyên hải Tây Âu.
- M. a. alba Linnaeus, 1758. Phân bố: Đông nam Greenland, Iceland và quần đảo Faroe xuyên qua châu Âu lục địa tới dãy núi Ural, Kavkaz, Trung Á và Trung Đông. Bao gồm cả chủng dukhunensis.
- M. a. subpersonata Meade-Waldo, 1901. Phân bố: Tây Morocco.
- M. a. personata Gould, 1861. Phân bố: Bắc Iran tới tây nam Siberia, tây Mông Cổ, tây bắc Trung Quốc và tây Himalaya.
- M. a. baicalensis Swinhoe, 1871. Phân bố: trung nam Siberia tới đông bắc Trung Quốc.
- M. a. ocularis Swinhoe, 1860. Phân bố: Bắc Siberia tới tây bắc Alaska.
- M. a. lugens Gloger, 1829. Phân bố: Duyên hải đông nam Siberia (Viễn Đông Nga) và các đảo cận kề, bắc bán đảo Triều Tiên, bắc và trung Nhật Bản.
- M. a. leucopsis Gould, 1838. Phân bố: Lục địa đông nam Siberia, trung và đông Trung Quốc, nam bán đảo Triều Tiên và tây nam Nhật Bản.
- M. a. alboides Hodgson, 1836. Phân bố: Trung và đông Himalaya tới nam Trung Quốc, bắc Đông Dương và bắc Myanmar.